# Clou de fondation

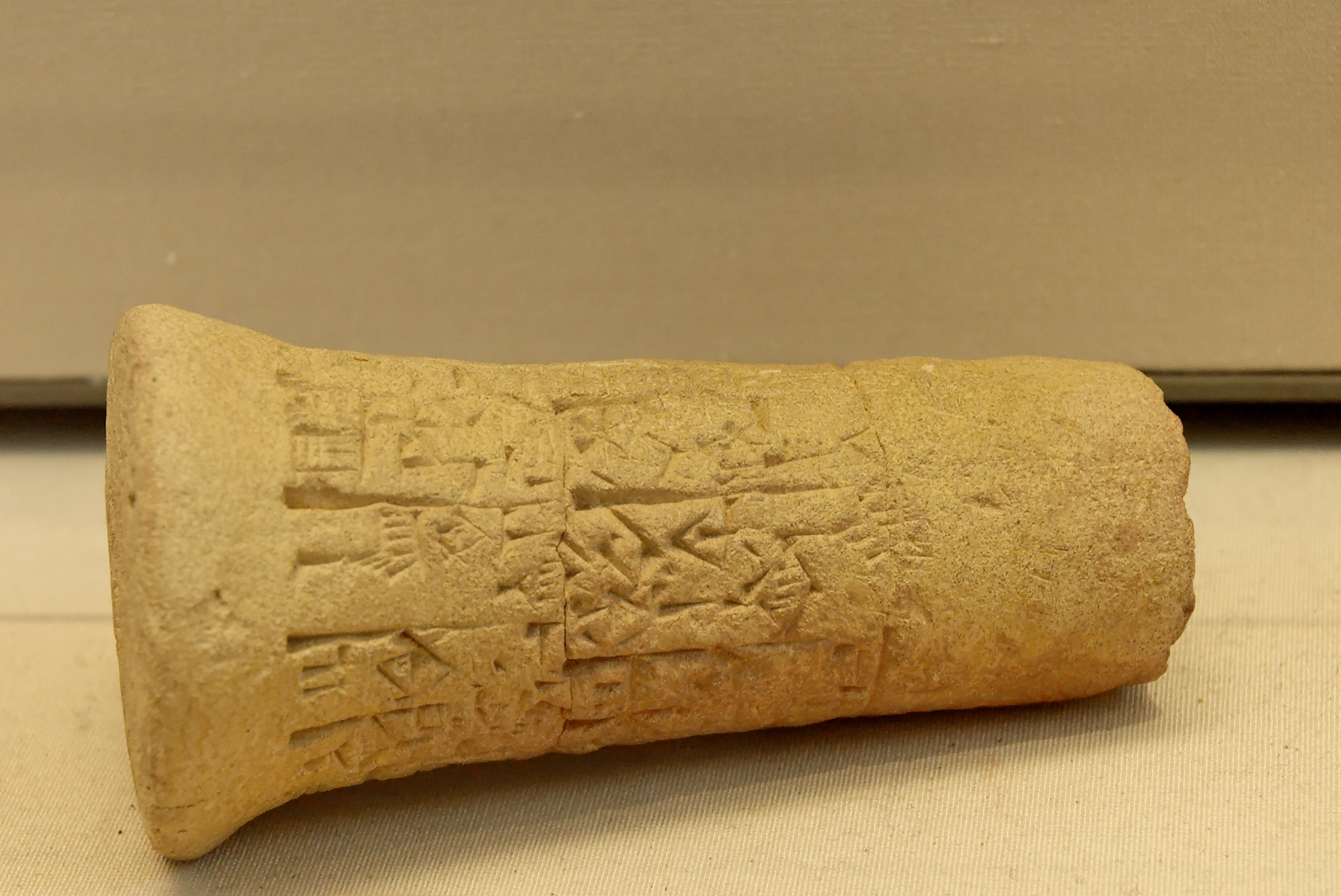
Ce clou de fondation mentionne l'un des plus anciens accords diplomatiques connus. Il est au nom du roi En-metena vers 2400 av. J.-C.

Un clou de fondation, clou de consécration ou clou d'argile un objet votif en forme de cheville gravé de signes cunéiformes. Utilisés par les Sumériens et les peuples de Mésopotamie du IIIe millénaire av. J.-C., ils étaient enfoncés dans les murs des temples ou les bâtiments sacrés pour marquer symboliquement la consécration de ces édifices aux divinités.

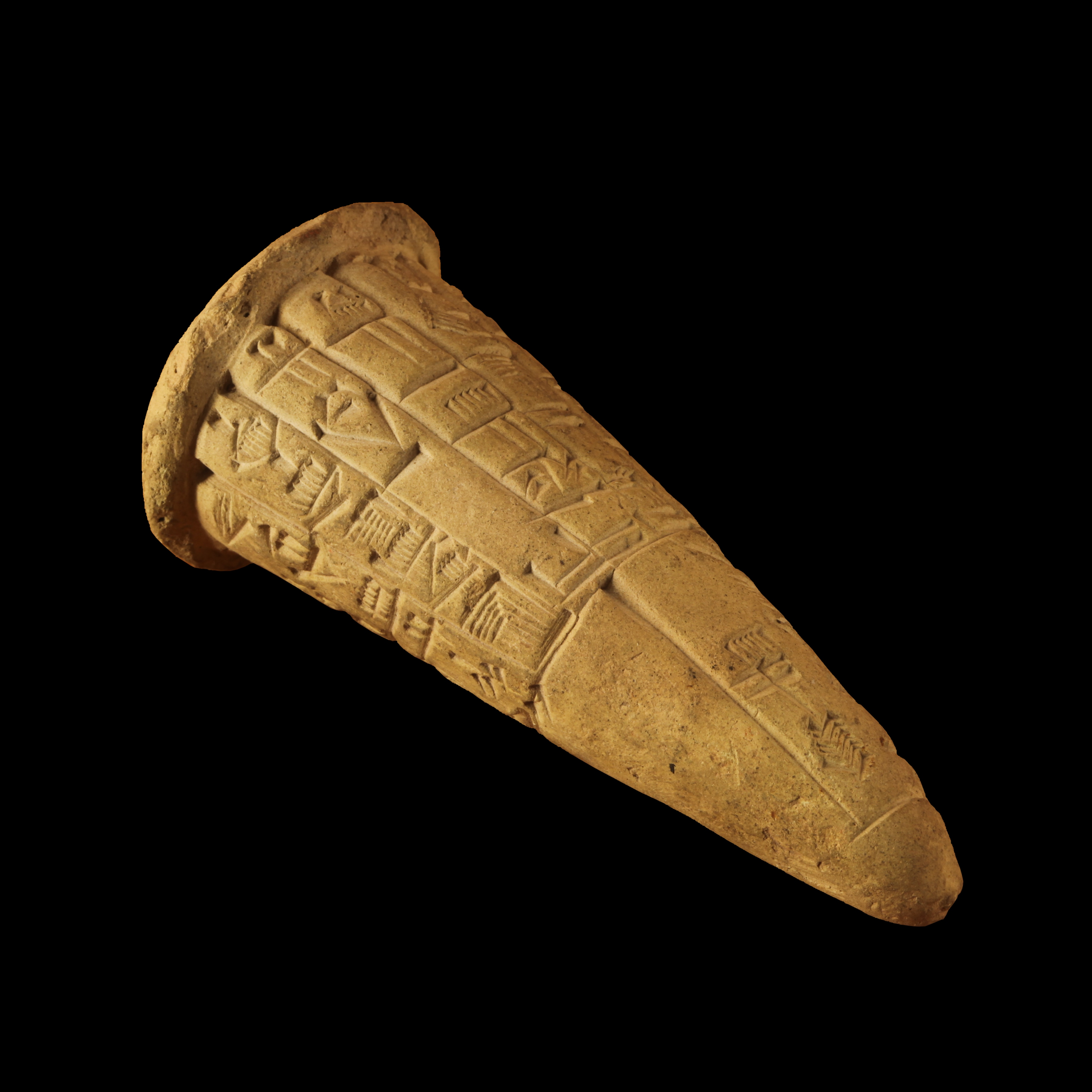
Clou de fondation inscrit dédié par Gudea au dieu Ningirsu pour la construction de son temple, l'E-ninnu :
« Pour Ningirsu, le héros puissant d'Enlil, son roi, Gudea, prince de Lagash, accomplit ce qui convenait ; son temple de l'Eninnu, l'oiseau-tonnerre resplendissant, il construisit et il le restaura. »

## Description et fonction
Ces objets, généralement façonnés en argile cuite, prennent la forme d'un clou ou d'un cône de quelques centimètres à une trentaine de centimètres de longueur. Leur tête élargie porte des inscriptions cunéiformes, tandis que leur pointe effilée était destinée à être fichée dans la maçonnerie. La fonction première de ces clous était rituelle et juridique : ils établissaient formellement la propriété divine de l'édifice et plaçaient la construction sous la protection des dieux. Cette pratique s'inscrivait dans la conception mésopotamienne selon laquelle les temples constituaient la résidence terrestre des divinités.
Ces clous comptent parmi les plus anciens documents historiques connus, puisqu'ils comportent des inscriptions royales évoquant avant tout la construction de l'édifice où ils se trouvent, mais parfois aussi d'autres événements. Le clou de fondation d'En-metena, roi du Lagash vers le milieu du IIIe millénaire av. J.-C., est l'un des rares exemples de clous recueillis en excellent état.